# Матч за звание чемпиона мира по фризским шашкам 2021
Матч за звание чемпиона мира по фризским шашкам 2021 года между чемпионом мира 2018 года Мартеном Валингой и претендентом на титул Фолкертом Грунвелдом (оба Нидерланды) проходил с 11 по 22 августа в городе Харлинген (Нидерланды). Мартен Валинга одержал убедительную победу и стал двукратным обладателем титула.

## Результаты матча
Победа — 1 очко, ничья — 0,5, поражение — 0.
| Место | Имя              | Страна     | 1 | 2 | 3 | 4 | 5 | 6   | 7 | 8 | 9 | 10 | 11 | Очки |
| ----- | ---------------- | ---------- | - | - | - | - | - | --- | - | - | - | -- | -- | ---- |
| 1     | Мартен Валинга   | Нидерланды | 1 | 1 | 1 | 1 | 0 | 0,5 | 1 | 1 | 1 | 0  | 0  | 7,5  |
| 2     | Фолкерт Грунвелд | Нидерланды | 0 | 0 | 0 | 0 | 1 | 0,5 | 0 | 0 | 0 | 1  | 1  | 3,5  |